# Kimon Koalemos
Kimon Koalemos (gr. Κίμων Κοάλεμος) – ateński triumfator igrzysk olimpijskich i arystokrata żyjący w VI w. p.n.e.

## Życiorys
Kimon (zwany "Κοάλεμος", Koalemos, głupi) był synem Stesagorasa, członkiem arystokratycznego ateńskiego rodu Filajdów, przyrodnim bratem Miltiadesa Starszego, tyrana Chersonezu Trackiego (obecnie nazywanego półwyspem Gallipoli). 
Od 561 r. p.n.e. w Atenach rządził jako tyran Pizystrat. Kimon należał do opozycji przeciwko władzy owego człowieka, dlatego został wygnany z miasta. Udało mu się odnieść w czasie banicji pierwsze zwycięstwo w igrzyskach olimpijskich swoją czwórką koni. Warto jednak wspomnieć, że w starożytnych Grecji tytułu nie przyznawano woźnicy, a właścicielowi koni, więc Kimon z daleka oglądał popisy swoich zwierząt. Wkrótce udało mu się wygrać także drugie igrzyska olimpijskie. Pozwolił Pizystratowi ogłosić się właścicielem zwycięskich koni, w zamian za powrót do ojczystych Aten. Cztery lata później Kimon powtórzył sukces, tym razem po raz pierwszy doświadczając pełni sławy wśród społeczeństwa ateńskiego. Herodot wspomina, że oprócz koni niejakiego Euagorasa ze Sparty, rumaki Kimona były jedynymi, które aż trzykrotnie zwyciężały w Olimpii. 
Również od Herodota wiemy, że po trzecim zwycięstwie Kimona, odniesionym już wówczas, kiedy Pizystrat nie żył (czyli zapewne w 528 roku p.n.e.), synowie tyrana, którzy obecnie rządzili - Hippiasz i Hipparchos nakazali zabójstwo Kimona. Zabito go pod osłoną nocy niedaleko prytanejonu. Młodzi Pizystradzi, którzy dopiero co objęli władze rzekomo bali się rosnących politycznych wpływów przywódcy arystokratycznego rodu Filajdów. Herodot dalej podaje, że Kimon został pochowany za miastem, na drodze zwanej "Przez Wąwóz", a naprzeciw niego pochowano jego niezwykłe konie. 
Aleksander Krawczuk podaje w wątpliwość winę Pizystradów w zabójstwie Kimona. Twierdzi on, że młodzi władcy raczej nie popełniliby tak wielkiego ryzyka - w końcu Kimon był popularnym obywatelem Aten, a jego ród cieszył się szacunkiem również u ich ojca. Wysuwa on tezę, że Herodot podał taką wersję, ponieważ działał pod kierownictwem Alkmenoidy Peryklesa i z tej racji nie cierpiał tyranii, a więc także obwiniał ją o wszystkie złe rzeczy, które działy się wówczas w Atenach. Krawczuk twierdzi, że mord na Kimonie mógł dotyczyć zupełnie innych niż politycznych spraw: prywatnych utarczek albo był to zwykły mord rabunkowy. 
Kimon miał dwóch synów: starszego Stesagorasa, który objął po swoim wujku, Miltiadesie Starszym władzę na Chersonezie Trackim oraz młodszego Miltiadesa, wielkiego męża stanu, tyrana Chersonezu Trackiego, wodza, który poprowadził Greków do zwycięstwa w bitwie pod Maratonem.